# José Calatayud Bayá
José Calatayud Bayá (en castillan) ou Josep Calatayud Bayà (en catalan), né à Valence en 1903 et mort dans la même ville en 1978, est un médecin, juriste et poète espagnol.

## Biographie
Il étudie la médecine et devient médecin de guerre.
Il devient membre de Lo Rat Penat en 1933.
Pendant la Seconde République, il milite dans l'Agrupació Valencianista de la Dreta, faction valencianiste de la Dreta Regional Valenciana, qu'il dirige avec Josep Monmeneu,.
À l'éclatement de la guerre civile il s'enfuit pour échapper aux représailles des républicains mais il est finalement fait prisonnier à Murcie.
Après la guerre civile, il rejoint la Phalange. Ses poèmes en castillan sont salués par José María Pemán et le maire de Valence Juan Antonio Gómez Trénor.
À la mort de Monmeneu en juin 1941, il lui succède à la présidence de Lo Rat Penat jusqu'en août 1948,.

## Publications

### Poésies
- (es) La Virgen de la Azucena (1945)
- (ca) Esclats de caritat y valenciania (1959)
- (ca) El perque d'algunes de nostres locucions (1963)
- (es) El Padre José, Lorenzo Salom y los prohombres mercaderes fundadores del Hospital (1967)

### Autres
- (es) José Calatayud Baya, Diccionario abreviado de personajes alicantinos, Caja de Ahorros Provincial de Alicante, 1977 (ISBN 978-84-7231-363-7, lire en ligne)